# 森下绘理香
森下绘理香（日语：／ Morishita Erika */?；1991年12月27日—）是NHK的播报员。

## 軼事
经常在广播中使用自己的插图。
他还是NHK潜水报導组的“潜水播报员”，在仙台放送局期间进行水下报道。本身亦具有氣象預報士的資格。